# Джейнер, Трэвис
Трэвис Джейнер (англ. Travis Jayner; род. 9 мая 1982) года в гор. Ривервью, провинция Нью-Брансуик, Канада — американский шорт-трекист, канадского происхождения. Бронзовый призёр Олимпийских игр 2010 года. 4-хкратный призёр чемпионатов мира.

## Биография
Трэвис родился в Канаде, в семье англоязычных родителей и успешно прошёл курс французского языка в начальной школе Фрэнка Л. Боузера в Ривервью, где с 1-го по 3 класс говорят только по-французски. Он продвигал свои знания языка со спортсменами из Квебека, с которыми регулярно встречался на юношеских соревнованиях, в тренировочных лагерях и спортивных школах, добившись беглого владения французским к окончанию средней школы. Шорт-треком он начал заниматься с 5-ти лет под руководством своего отца Джека Джейнера, который был чемпионом США и Северной Америки по шорт-треку в средней школе и чемпионом Канады спустя 11 лет. В 1975 году Джек Джейнер основал конькобежный клуб в Монктоне и познакомил с этим видом спорта Трэвиса и его брата Алекса.

## Спортивная карьера
Трэвис кроме шорт-трека увлекался ещё многими видами спорта, такими как футбол, волейбол, хоккей с мячом, прыжки в высоту, бег по пересечённой местности, за которые получал школьные грамоты. В 2000 году он окончил среднюю школу Ривервью, поступил в Университет Макгилла и Конкордии на кафедру городского планирования. Позже переехал в Монреаль, где снял квартиру вместе с квебекским конькобежцем Оливье Жаном, чтобы быть рядом с национальным тренировочным центром на арене Мориса Ришара. Их тренировали Дени Лемей и Ив Амлен.
На зимних Канадских играх в 2003 году в Батерсте/Кэмпбелтоне Трэвис представлял свою провинцию, завоевав медаль на дистанции 3000 метров. В 2004 году по разным стечениям обстоятельств он переехал в США, город Мидленд, штат Мичиган. Впоследствии тренировался в 
Маркетте на коньках и летом на роликах вместе с Шани Дэвисом, который в то время катался и в шорт-треке и на длинных дистанциях. Осенью того года Трэвис получил приглашение тренироваться в национальном центре США в Колорадо-Спрингс, штат Колорадо под руководством Деррика Кэмпбелла. В 2005 году он попадает в национальную сборную США. Начиная с 2006 и по 2013 года участвовал на Кубках мира, где в общей сложности выиграл 3 золотых, 9 серебряных и 9 бронзовых медалей.
На своём первом чемпионате мира в Милане Трэвис Джейнер в эстафете выиграл бронзовую медаль. Следующую медаль он завоевал на командном чемпионате мира в Херенвене, где внёс свой вклад в серебро команды. 
В 2010 году на Олимпийских играх в Ванкувере в составе сборной выиграл бронзовую награду в эстафетной гонке, уступив сборным Канады и Южной Кореи. А через месяц в Софии в эстафете взял серебряную медаль мирового первенства. Через год на чемпионате мира в Шеффилде вместе с партнёрами стал третьим в эстафете, а в общем зачёте занял 16 место. Он еще выступал на чемпионате мира 2012 года в индивидуальных заездах, но в многоборье остался лишь 24-м. В сезоне 2012/13 года Трэвис участвовал на этапах Кубка мира, где выиграл бронзу на 500 метров и в эстафете. Он ещё участвовал в отборе на Олимпийские игры в Сочи, но не прошёл отбор. Тогда же он завершил карьеру конькобежца.

## После спорта
С 2013 года Трэвис был послом бренда USANA Health Sciences. В настоящее время Трэвис Джейнер является представителем элитных спортсменов по шорт-треку в Совете директоров (US Speedskating Board of Directors). Проживает в Солт-Лейк-Сити.